# Tajenko
Tajenko [pronunciación en polaco: /taˈjɛŋkɔ/] es un pueblo ubicado en el distrito administrativo de Gmina Bargłów Kościelny, dentro del Condado de Augustów, Voivodato de Podlaquia, en el norte de Polonia oriental. Se encuentra aproximadamente a 9 kilómetros al sureste de Bargłów Kościelny, a 18 kilómetros al sur de Augustów, y a 68 kilómetros al norte de la capital regional Białystok.